# Trofim Melnichenko
Trofim Melnichenko (Minsk, 18 de septiembre de 2006) es un futbolista bielorruso que juega en la demarcación de delantero para el F. C. Porto "B" de la Segunda División de Portugal.

## Selección nacional
Tras jugar en las categorías inferiores de la selección finalmente el 5 de septiembre de 2024 hizo su debut con la selección de Bielorrusia en un partido de la Liga de Naciones de la UEFA 2024-25 contra Bulgaria que finalizó con un resultado de empate a cero.

## Clubes
| Club               | País        | Año       | Partidos | Goles |
| ------------------ | ----------- | --------- | -------- | ----- |
| F. C. Dinamo Minsk | Bielorrusia | 2024-2025 | 37       | 3     |
| F. C. Porto "B"    | Portugal    | 2025-     | 17       | 1     |

## Palmarés

### Títulos nacionales
| Título                      | Club               | País        | Año  |
| --------------------------- | ------------------ | ----------- | ---- |
| Liga Premier de Bielorrusia | F. C. Dinamo Minsk | Bielorrusia | 2024 |